# Melaleuca nanophylla
Melaleuca nanophylla är en myrtenväxtart som beskrevs av Carrick. Melaleuca nanophylla ingår i släktet Melaleuca och familjen myrtenväxter. Inga underarter finns listade i Catalogue of Life.